# NGC 5144B
NGC 5144B је галаксија у сазвежђу Мали медвед која се налази на NGC листи објеката дубоког неба.
Деклинација објекта је + 70° 30' 36" а ректасцензија 13h 22m 53,5s. Привидна величина (магнитуда) објекта NGC 5144 износи 15,0 а фотографска магнитуда 16,0. NGC 5144B је још познат и под ознакама UGC 8420, MCG 12-13-5, MK 256, CGCG 336-8, 7ZW 511, PGC 200298.